# Сумбур замість музики
«Сумбу́р за́мість му́зики» (рос. «Сумбур вместо музыки») — редакційна стаття в газеті «Правда» від 28 січня 1936 року про оперу Д. Д. Шостаковича «Леді Макбет Мценського повіту». У статті опера Шостаковича зазнавала різкої критики за «антинародний», «формалістичний» характер.
Стаття була опублікована без підпису, однак за стилістикою й термінологією (включаючи ключове слово «сумбур») значною мірою перегукувалася з опублікованою днем раніше статтею «Нотатки про конспект підручника „Нова історія“», підписаною іменами Й. В. Сталіна, А. Жданова і С. М. Кірова. За спогадами С. Волкова, сам Шостакович був упевнений в особистій причетності Сталіна до авторства статті. Висловлювалося також припущення про авторство П. М. Керженцева, однак настільки різка, безапеляційна стаття з настільки далекосяжними наслідками не могла не бути санкціонована на найвищому рівні керівництва.
Тлом статті була ситуація навколо іншої опери — «Тихий Дон», написаної І. І. Дзержинським за романом М. Шолохова. Шостакович у своїй статті, опублікованій 4 січня у газеті «Вечірня Москва», охарактеризував оперу Дзержинського як слабку, а 19 січня Сталін особисто відвідав виставу опери Дзержинського й схвалив її.
Стаття «Сумбур замість музики» відкрила найпотужнішу хвилю пропагандистської кампанії проти складних художніх завдань мистецтва, що торкнулася також театру (насамперед, Всеволода Мейєрхольда) та інших видів мистецтва. В той самий час переслідування особисто Шостаковича продовжилося 6 квітня новою статтею «Правди» «Балетна фальш», з обвинуваченнями протилежного характеру (якщо «Леді Макбет Мценського повіту» обвинувачувалася в складності, то балет «Світлий струмок» — у легковажності).